# Giorgio Squinzi

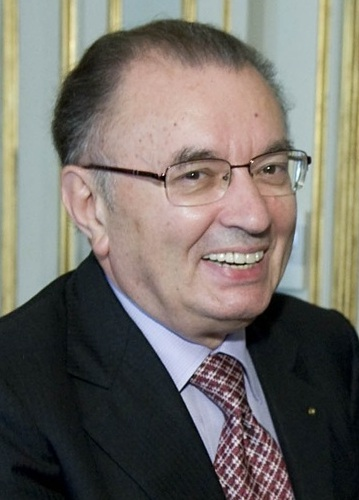
Giorgio Squinzi (2012)

Giorgio Squinzi (* 18. Mai 1943 in Cisano Bergamasco, Lombardei; † 2. Oktober 2019 in Mailand) war ein italienischer Chemiker und Chef des Bauchemieunternehmens Mapei. Von 2012 bis 2016 war er Vorsitzender des italienischen Industriellenverbands Confindustria.
Giorgio Squinzi wurde 1943 als Sohn von Rodolfo Squinzi, dem Gründer von Mapei, geboren. 1969 machte Squinzi seinen Abschluss in Industrieller Chemie an der Universität Mailand und trat 1970 in das Familienunternehmen ein. 1976 wurde er Geschäftsführer des Unternehmens. Er war mit Adriana Spazzoli verheiratet, hatte mit ihr die Kinder Marco und Veronica.
Bekannt wurde Squinzi als Unterstützer des Sports. Ab 1993 finanzierte er zehn Jahre lang das Mapei-Radsportteam, bis er das Sponsoring wegen der Verwicklung des Teams in Doping 2002 einstellte. Im selben Jahr kaufte er das Fußballteam US Sassuolo Calcio, das unter seiner Ägide einen sportlichen Aufschwung erlebte und über Jahre von der vierten in die erste italienische Liga aufstieg. 2016 trat er zudem dem Verwaltungsrat der Scala bei.
Giorgio Squinzi starb nach längerer Krankheit im Mailänder Krankenhaus San Raffaele.